# Grigory Serper
Grigory Serper (* 14. September 1969 in Taschkent als Grigori Jurjewitsch Serper, russisch Григорий Юрьевич Серпер) ist ein US-amerikanischer Schachspieler und -trainer usbekischer Herkunft.

## Leben
Im Alter von sechs Jahren erlernte Serper das Schachspiel von seinem Großvater. Ab 1985 besuchte er die berühmte Botwinnik-Schachschule in Moskau, und 1989/1990 wurde er in der niederländischen Stadt Arnhem Junioreneuropameister. Nach dem Zusammenbruch der Sowjetunion startete er für sein Heimatland Usbekistan und vertrat dieses bei den Schacholympiaden 1992 in Manila und 1994 in Moskau sowie bei der Mannschaftsweltmeisterschaft 1993. Der größte Erfolg dabei war der zweite Platz in Manila hinter der russischen Mannschaft. Im Dezember 1993 nahm Serper in Groningen am PCA-Qualifikationswettkampf teil, der die Teilnehmer des Kandidatenturnieres zur Schachweltmeisterschaft 1995 bestimmen sollte. Mit lediglich fünf Punkten aus elf Partien kam er jedoch nicht über den 30. Rang bei 54 Teilnehmern hinaus.
Im Januar 1996 wanderte Serper mit seiner Familie in die Vereinigten Staaten aus und nahm die dortige Staatsbürgerschaft an. Drei Jahre später erlebte er abermals eine erfolgreiche Zeit im Schach, als er 1999 sowohl die renommierten World Open in Philadelphia gewann als auch ins Finale der US-Schachmeisterschaft einzog. Bei den National Open in Las Vegas belegte er im März 2000 einen vielfach geteilten ersten Platz. Im November und Dezember gleichen Jahres spielte er in Neu-Delhi um die FIDE-Weltmeisterschaft. Ihm gelang der Einzug in die dritte Runde, ehe er sich Alexander Grischtschuk mit ½ : 1½ geschlagen geben musste. In der United States Chess League spielte Serper von 2006 bis 2009 für die Seattle Sluggers.
Serper – der eng mit Gregory Kaidanov und Michail Gurewitsch befreundet ist – gibt sein Wissen in Workshops weiter, schreibt regelmäßig Artikel auf der Internetseite chess.com und war viele Jahre im Internet Chess Club aktiv.
| Die zur Anzeige dieser Grafik verwendete Erweiterung wurde dauerhaft deaktiviert. Wir arbeiten aktuell daran, diese und weitere betroffene Grafiken auf ein neues Format umzustellen. (Mehr dazu) |

## Partiebeispiel
|   | a | b | c | d | e | f | g | h |   |
| 8 |   |   |   |   |   |   |   |   | 8 |
| 7 |   |   |   |   |   |   |   |   | 7 |
| 6 |   |   |   |   |   |   |   |   | 6 |
| 5 |   |   |   |   |   |   |   |   | 5 |
| 4 |   |   |   |   |   |   |   |   | 4 |
| 3 |   |   |   |   |   |   |   |   | 3 |
| 2 |   |   |   |   |   |   |   |   | 2 |
| 1 |   |   |   |   |   |   |   |   | 1 |
|   | a | b | c | d | e | f | g | h |   |

Serper gilt als überaus kreativer Angriffsspieler, der auch diverse Opfer nicht scheut, um einen Vorteil zu erlangen. Die folgende Partie spielte er 1993 beim St. Petersburg Open mit den weißen Steinen gegen den griechischen Großmeister Ioannis Nikolaidis. Eine Jury des Schachinformators wählte sie zum zweitbesten Spiel der im 59. Band der Reihe präsentierten 666 Partien. Larry Christiansen bewertete sie als seine sechstliebste Angriffspartie der 1990er Jahre und Yasser Seirawan schrieb: „Ist eine Partie vorstellbar, in der man alle seine Figuren opfert? Zusätzlich wandelt man noch zwei Bauern um und hat ein Spiel für die Ewigkeit!“
Serper–Nikolaidis 1:0
St. Petersburg, 1993
Königsindische Verteidigung, E70
1. c4 g6 2. e4 Lg7 3. d4 d6 4. Sc3 Sf6 5. Sge2 Sbd7 6. Sg3 c6 7. Le2 a6 8. Le3 h5 9. f3 b5 10. c5 dxc5 11. dxc5 Dc7 12. 0–0 h4 13. Sh1 Sh5 14. Dd2 e5 15. Sf2 Sf8? Seirawan empfiehlt hier 15. … Sf4 16. Sd3! Lh6 17. a4! mit Vorteil für Weiß. 16. a4 b4 17. Sd5! Das ruhige 17. Scd1 oder 17. Sa2 vermeidend, opfert Weiß eine Figur, um in der fünften Reihe zwei beweglich verbundene Freibauern zu haben. 17. … cxd5 18. exd5 f5 19. d6 19. Dxb4 würde es Schwarz erlauben, nach 19. … Tb8 20. Da3 e4 mit einer zweifelhaften Stellung zu vereinfachen. 19. … Dc6 20. Lb5!! Diagramm. Ein weiteres Opfer, um Schwarz daran zu hindern, eine erfolgreiche Blockade aufzubauen. 20. … axb5 21. axb5 Dxb5 Schwarz gibt etwas Material her, um den weißen Bauern zu blockieren. Weiß würde nach 21. … Db7 22. c6 Txa1 23. cxb7 Txf1+ 24. Kxf1 Lxb7 25. Sd3 Sd7 26. Dc2 e4 27. Dc7 oder 22. … Db8 23. b6 Txa1 24. Txa1 Ld7 25. Dd5! Sf6 26. c7 gewinnen. 22. Txa8 Dc6 23. Tfa1! f4 24. T1a7! Sd7 Nicht 24. … fxe3? 25. Dd5! Dxd5 26. Txc8#. Nun droht Schwarz, seinen König durch Rochade in Sicherheit zu bringen, also opfert Weiß weiteres Material. 25. Txc8+!! Dxc8 26. Dd5! fxe3 27. De6+ Kf8 28. Txd7! exf2+ 29. Kf1 De8 30. Tf7+! Ein weiteres Opfer, um dem eigenen d-Bauern die Umwandlung zu ermöglichen. Nach 30. Dxe8+? Kxe8 31. Te7+ Kf8 32. c6 Sg3+! 33. Kxf2 Sf5 könnte Weiß seine Freibauern nicht umwandeln. 30. … Dxf7 31. Dc8+ De8 32. d7 Kf7 33. dxe8=D+ Txe8 34. Db7+ Te7 35. c6! e4! 36. c7 e3 37. Dd5+ Kf6 38. Dd6+ Kf7 39. Dd5+ Kf6 40. Dd6+ Kf7 41. Dxe7+ Kxe7 42. c8=D Lh6 43. Dc5+ Ke8 44. Db5+ Kd8 45. Db6+ Kd7 46. Dxg6 e2+ 47. Kxf2 Le3+! 48. Ke1! 1:0